# Et quelquefois j'ai comme une grande idée
Et quelquefois j’ai comme une grande idée (titre original : Sometimes a Great Notion) est le deuxième roman de Ken Kesey, paru en 1964, après Vol au-dessus d'un nid de coucou publié en 1962. Bien que ce dernier soit incontestablement plus connu, de nombreux critiques considèrent Et quelquefois j’ai comme une grande idée comme l’œuvre phare de Kesey.
Dans ce roman, une famille de bûcherons de l’Oregon s’attire les foudres des travailleurs syndiqués de la ville de Waconda, en refusant de se joindre à la grève entamée par ceux-ci et en continuant d’approvisionner la scierie de la région en bois.

## Résumé
L’histoire se déroule dans la ville fictive de Wakonda, bâtie le long de la rivière imaginaire Wakonda-Auga, en Oregon, et suit l’évolution d’une famille de bûcherons particulièrement coriaces, les Stamper. À la suite d'une baisse du besoin de main-d’œuvre dans la région causée par l’arrivée des tronçonneuses, les travailleurs syndiqués de la ville entament une grève pour réclamer le maintien de leur salaire malgré la baisse du nombre d'heures de travail. Néanmoins, la famille Stamper, qui possède et gère une entreprise non syndiquée, décide de secrètement continuer le travail et de fournir à la scierie régionale tout le bois qu’elle aurait normalement dû recevoir de la ville si la grève n’avait pas été entamée.
Cette œuvre racontée par le biais d'innombrables points de vue étudie les relations entre les individus et le passé de la famille Stamper, et examine en profondeur la décision prise par ses membres et les circonstances qui l’entourent. Le roman se concentre principalement sur les personnages suivants : Henry Stamper, le patriarche à moitié fou qui a défini l’esprit de la famille et la nature de sa relation aux autres avec la devise « Lâche rien de rien ! » ; Hank, le fils aîné de Henry, leader plein de volonté et de personnalité, mais dont les doutes et les désirs menacent la stabilité de la famille ; Leland, le plus jeune fils de Henry et le demi-frère de Hank, que les défaillances continuelles et l’intellect ont fait déménager sur la côte est loin de sa famille, mais qui revient dans l’Oregon poussé par son désir de vengeance envers Hank ; et Viv, la femme de Hank, dont l’amour pour son mari vacille au fur et à mesure qu’elle comprend quelle est sa vraie place dans le foyer.
La maison familiale elle-même symbolise l’entêtement des Stamper : elle se tient sur une péninsule dangereuse de la rivière, et tâche de résister au courant grâce à un arsenal de planches, sacs de sable, câbles et autres objets variés.

## Style
Plus ancré dans le réalisme que l’œuvre précédente de Kesey, Vol au-dessus d'un nid de coucou, Et quelquefois j’ai comme une grande idée est également plus expérimental. Le roman a souvent été comparé à Absalon, Absalon ! de Faulkner, aussi bien sur la forme que sur le fond.
Alliant narrations à la première et à la troisième personne, le récit comporte une multiplicité de narrateurs-personnages qui se succèdent les uns aux autres sans annonce de changement (uniquement un changement de style et de typographie : italique, entre parenthèses, incises…). Bien que les premières pages puissent se révéler déroutantes, les suivantes permettent de mettre en lumière les indices laissés par Kesey : l’auteur fait en effet toujours préalablement référence au narrateur qui va suivre, créant ainsi un panorama de personnages qui révèlent leurs intentions au lecteur mais sont incapables de communiquer entre eux.

## Jugements sur l'œuvre
Bien que les premières critiques du livre aient été largement divisées, le roman est aujourd’hui considéré comme un chef-d’œuvre de la littérature de l’Ouest américain. Charles Bowden le décrit comme « l’un des rares livres fondamentaux ayant été écrit par un Américain au cours des cinquante dernières années ». En 1997, un jury d’écrivains du Northwest l’a élu numéro un parmi une liste de « 12 œuvres essentielles du Northwest ». Un critique littéraire l’a également désigné comme étant probablement « le roman parfait du Northwest ».
L'auteur considère qu'il s'agit de sa « meilleure œuvre » et annonce : « jamais plus je n'écrirai quelque chose d'aussi bon ».

## Titre
Le titre original, Sometimes a Great Notion, est tiré de la chanson « Goodnight, Irene » popularisée par Lead Belly.

« Sometimes I lives in the country

Sometimes I lives in town

Sometimes I haves a great notion

To jump into the river an’ drown »

« Quelquefois j'habite à la campagne

Quelquefois c'est en ville que je vis

Et quelquefois j'ai comme une grande idée

De me jeter dans la rivière aussi »

## Adaptations

### Au cinéma
- 1971 : Le Clan des irréductibles (Sometimes a Great Notion), film américain joué et réalisé par Paul Newman, avec Henry Fonda, Lee Remick et Michael Sarrazin. Le film a reçu deux nominations aux Oscars.

### Au théâtre
- 2008 : Sometimes a Great Notion, adaptation théâtrale écrite et dirigée par Aaron Posner, au Portland Center Stage (première le 4 avril 2008)